# Pięciornik siwy
Pięciornik siwy (Potentilla inclinata Vill.) – gatunek rośliny należący do rodziny różowatych. Pochodzi z Azji i Europy. W Polsce jest rzadki. Rośnie w południowej części kraju.

## Morfologia

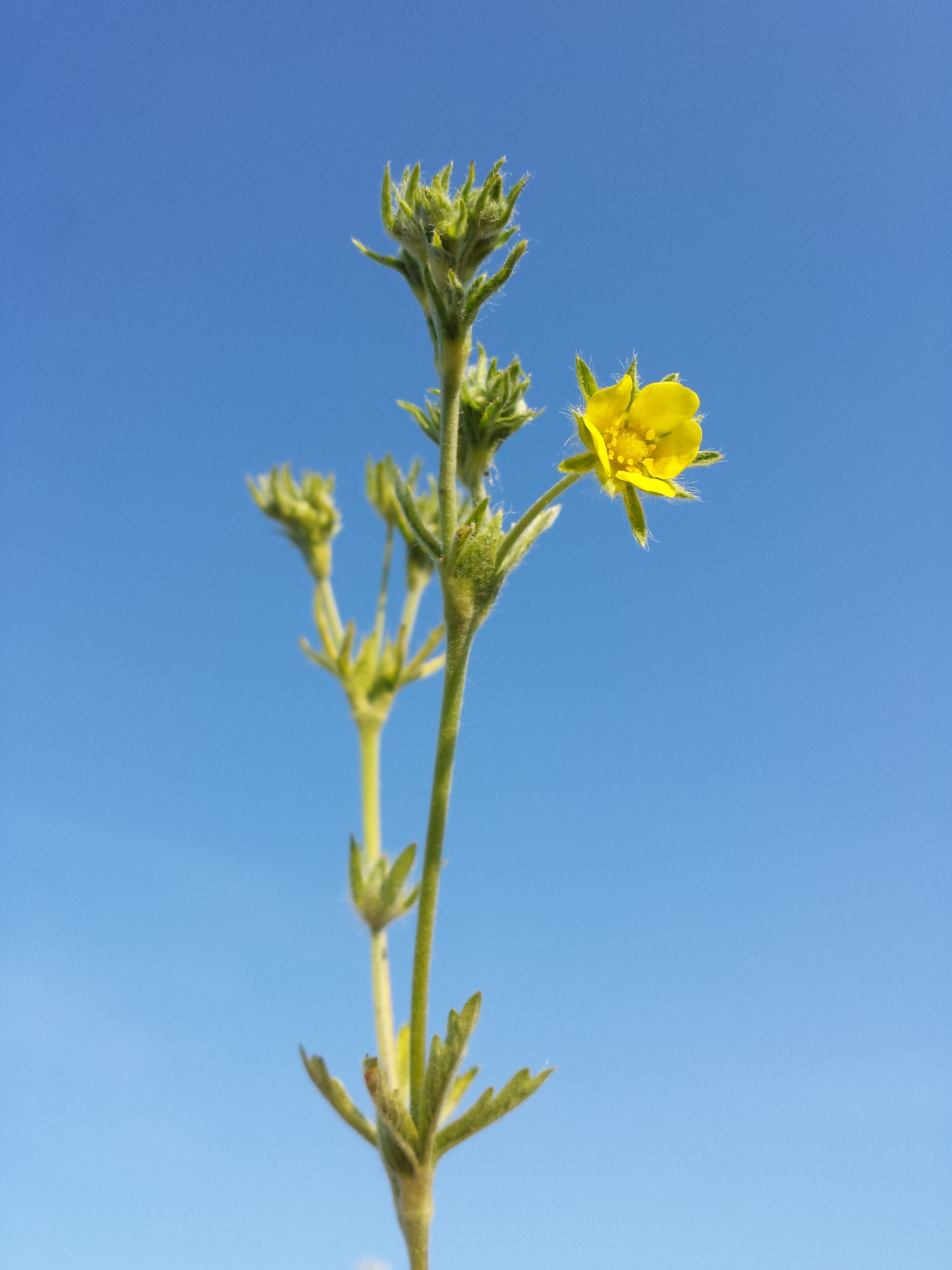
Kwiatostan

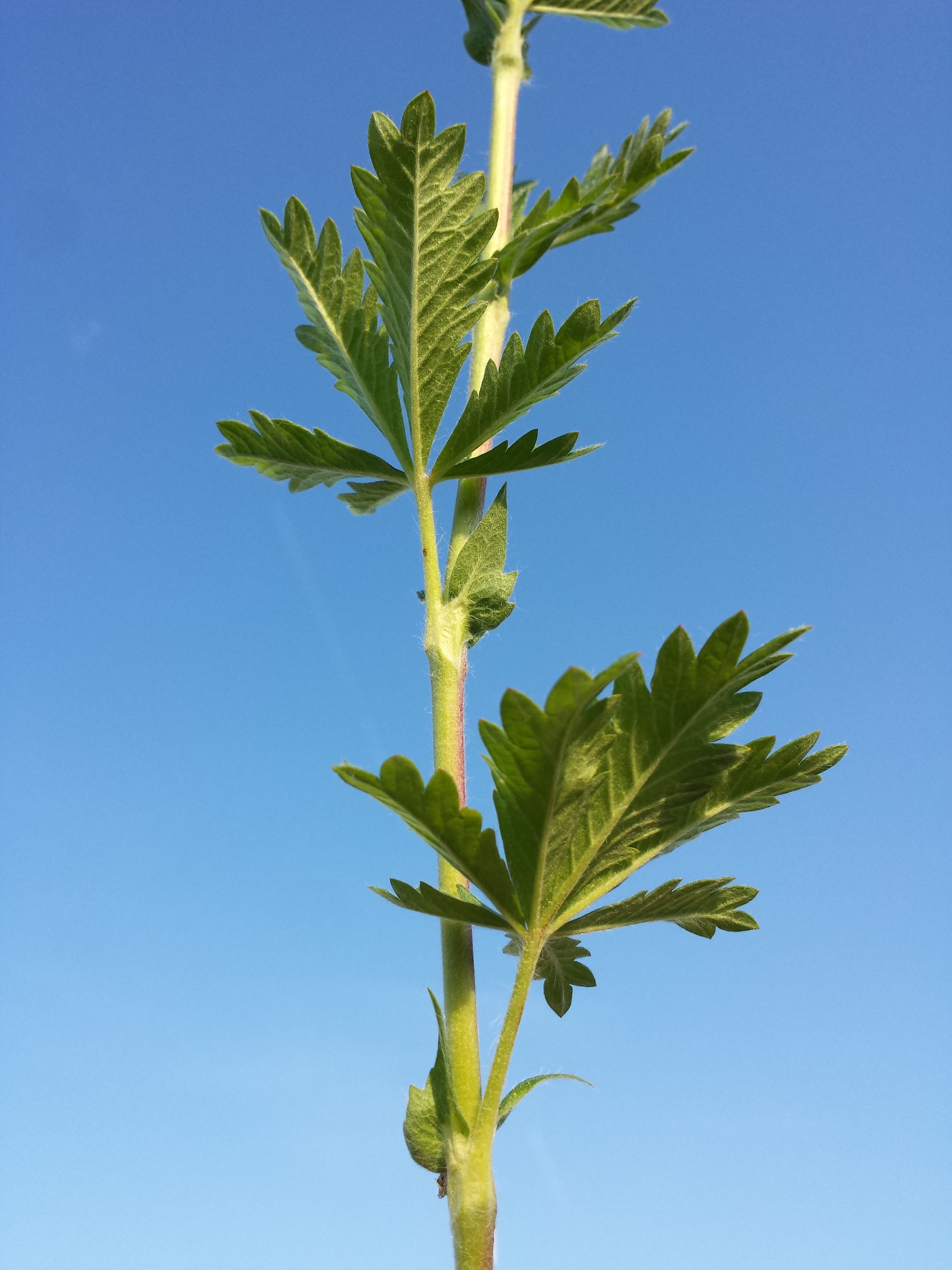
Pęd z liśćmi

ŁodygaRozgałęziona, kutnerowata, do 40 cm wysokości.
Liście5-7-listkowe, krótkoogonkowe. Listki podłużnie lancetowate, o płaskim brzegu, z każdej strony z 5-9 ząbkami, górą zielone, dołem szaro, kutnerowato owłosione.
KwiatyCiemnożółte, o średnicy 1-1,5 cm. Pylniki podługowate.
OwocNagi, drobny, z listewką grzbietową.

## Biologia i ekologia
Bylina. Rośnie na trawiastych zboczach i w zaroślach. Kwitnie od maja do lipca.

## Zmienność
Tworzy mieszańce z: pięciornikiem piaskowym (P. arenaria), p. siedmiolistkowym (Potentilla heptaphylla), p. srebrnym (Potentilla argentea), p. wiosennym (P. tabernaemontani), p. wyprostowanym (Potentilla recta).

## Zagrożenia
Roślina umieszczona na Czerwonej liście roślin i grzybów Polski (2006) w grupie gatunków rzadkich, potencjalnie zagrożonych (kategoria zagrożenia R).